# リリカラ
リリカラ株式会社（英: Lilycolor CO., LTD.）は東京都新宿区に本社を置く、主にインテリア商品の製造を行っている企業である。

## 概要
創業時は襖紙や表装紙を作っていたが、住宅の洋風化に合わせて壁紙を製造し始めた。社名のリリカラはリリーカラー（lily color）から採った同社の壁紙の商標名に因んでおり、リリーカラー（オフホワイト色）はインテリアの基本カラーともされている。以前はカワキチという社名であったが、1989年（平成元年）にリリカラに商号を変更した。
近年はオフィス事業にも進出しており、インテリア事業で培ったマネジメント技術を派生させ、オフィス環境におけるプランニングや調査、内装工事、OAやLANなどのフロア構築といった事業も行っている。

## 沿革
- 1907年（明治40年） - 荒物雑貨商山吉商店として創業。
- 1949年（昭和24年）7月 - 株式会社新宿川吉紙店設立。
- 1968年（昭和43年）5月 - 株式会社カワキチに商号変更。
- 1989年（平成元年）4月 - 現商号に変更。
- 1991年（平成3年）7月 - 株式を店頭登録。
- 2009年（平成21年）2月27日 - 豊田通商株式会社と資本業務提携。
- 2016年（平成28年）2月12日 - 豊田通商株式会社との資本業務提携を解消。
- 2023年（令和5年）4月10日 - ティーケーピーが筆頭株主となる[1]。
- 2024年（令和6年）6月20日 - 筆頭株主であるティーケーピーが実施した株式公開買付けに伴い、ティーケーピーの連結子会社となる[2][3]。

## 主な商品（インテリア事業）
- 壁紙（シェアは業界有数。高級ブランド品も多数取り扱っている）
- カーテン
- 床材
- 襖（同社の特徴的なジャンル）